# Читта-ди-Кастелло
Читта́-ди-Касте́лло (итал. Città di Castello — «Город-крепость») — город и коммуна в итальянском регионе Умбрия в провинции Перуджа.
Город Читта-ди-Кастелло лежит в долине верхнего течения реки Тибр на склоне Апеннин в крайней северной точке региона Умбрия на границе с регионами Тоскана и Марке.
Город находится в 56 км к северу от Перуджи и в 104 км к югу от Чезены.
Покровителем коммуны почитается святой Флорид, празднование 13 ноября.
Соседние коммуны: Апеккьо, Ареццо, Читерна, Кортона, Меркателло-суль-Метауро, Монте-Санта-Мария-Тиберина, Монтерки, Монтоне, Пьетралунга, Сан-Джустино, Сансеполькро, Сант-Анджело-ин-Вадо, Умбертиде.

## История
Город Читта-ди-Кастелло имеет предположительно этрусское или умбрийское происхождение. В 89 году до н. э. он был римским муниципием Тифернум-Тиберинум (Тифернум-на-Тибре). В 550 году город был разорён остготами по приказу короля Тотилы. Затем вновь был отстроен епископом Флоридо, ставшего затем патроном города, под именем Каструм-Феличитатис, а с X века как Чивитас-Кастелли.
В 752 году король франков Пипин Короткий подарил город Ватикану, но его делили между собой две папских области: Перуджия и Флоренция. Город управлялся семьёй Вителли, пока Чезаре Борджиа окончательно не присоединил город к папской области своего отца, папы римского Александра VI.
В последующие века городом управляли разные правители. Среди них Пьер Сакконе, брат Гвидо, епископа Ареццо, продавшего город в 1322 году. В позднее Средневековье городом правили Гвельфы и Гибеллины. В 1375 году Читта-ди-Кастелло присоединилась к восстанию против власти церкви. Кардинал Роберт Женевский (позднее известный как антипапа Климент VII), пытался захватить город с помощью бретонских наёмников, но потерпел неудачу. В 1420 году во времена понтификата папы Мартина V, город был захвачен кондотьером Браччио да Монтоне. Затем единоличным правителем города стал Николо Вителли, поддерживаемый Флоренцией и Миланом. Антонио да Сангалло Младший выстроил для семейства Вителли огромный дворец.
В 1474 году папа римский Сикст IV послал сюда своего племянника, кардинала Джулиана делла Ровере (позднее папа Юлий II). После бесплодных переговоров Ровере взял в город в осаду, однако Вителли не сдал город до тех пор, пока не убедился, что командование армией не было передано герцогу Федерико III да Монтефельтро. Весь последующий год Вителли безуспешно пытался вернуть себе город. Только страх перед Чезаре Борджиа заставил его прекратить всякие попытки, после того как Борджиа присоединил Чита-ди-Кастелло к папским владениям.
Семейство Вителли, дружное с Медичи во Флоренции, немало сделали для культурного расцвета Читта-ди-Кастелло, строя здесь дворцы и привлекая лучших художников, среди которых Рафаэль Санти и Лука Синьорелли.
12 января 1778 года в город вошли солдаты Цизальпинской республики, а 18 июня 1799 года по велению папы город заняли австрийские войска.
11 сентября 1860 года Читта-ди-Кастелло была взята пьемонтскими войсками объединённой Италии.
Во времена фашистской оккупации жители города помогали евреям спастись от немецкого геноцида.
22 июля 1944 года город был освобождён.
В послевоенное время город испытал промышленный подъём, а также демографический рост, связанный с иммиграцией жителей из соседних регионов.

## Достопримечательности и культура
После того, как здания, построенные из местного строительного материала: песчаника, стали стремительно разрушаться, строительство в городе начало вестись исключительно из кирпича.
Архитектура:
- Ратуша и башня ратуши (XIV век)
- Кафедральный собор (XI—XVIII век)
- Палаццо дель Подеста (XV век)
- Дворец Вителли, построенный Антонио да Сангалло Младшим (XVI век)
- Доминиканская церковь Святого Доменика (XV век)
- Церковь Святого Франциска (XIII век) по проекту Джорджио Вазари
- Церковь Санта Мария делле Грацие
- Театро дельи Иллюминати — городской театр

Музеи:
- Собрание картин и скульптур Альберто Бурри, знаменитого жителя Читта-ди-Кастелло, в бывшем дворце Альбиццини.
- Музей кафедрального собора, известен своим собранием антикварной серебряной посуды.
- Муниципальная пинакотека (картинная галерея) в Палаццо Вителли-алла-Канноньера.
- Музей ткачества
- Музей книгопечатания
- Железнодорожный музей
- Краеведческий музей в вилле Каппеллетти.

Культурные мероприятия:
- Фестиваль Наций Читта-ди-Кастелло — двухнедельный фестиваль камерной музыки в августе-сентябре, включающий в себя концерты, театральные представления и танцевальные программы.

## Знаменитые земляки
Родились в Читта-ди-Кастелло:
- Беллуччи, Моника — итальянская актриса
- Бурри, Альберто (1915—1995) — итальянский художник
- Целестин II (1143—1144) — Папа Римский

а также
- Плиний Младший, имевший виллу неподалёку
- Маргарита из Читта-ди-Кастелло (1287—1320) — итальянская святая
- Мариетта Альбони (1826—1894) — итальянская оперная певица
- Антонио Мария Аббатини — итальянский композитор
- Вителлоццо Вителли (1458—1502) — итальянский кондотьер
- Сальваторе Шаррино — итальянский композитор
- Мастер Читта ди Кастелло — анонимный итальянский художник, автор картины «Маэста» из городской галереи Читта ди Кастелло.

## Города-побратимы
- Жуэ-ле-Тур, Франция, с 1991
- Сигишоара, Румыния